# 超獣戯牙ガオロードチョコ
超獣戯牙ガオロードチョコ（ちょうじゅうぎがガオロードチョコ）は、バンダイより発売され、2021年から2023年まで展開された玩具菓子（食玩）シリーズ。メインターゲットは小学生で、対象年齢は4歳以上。基本価格は130円前後。直接的な繋がりはないが、バンダイが2019年まで発売していた神羅万象チョコシリーズの流れを組んでおり、メインイラストレーターだった原川光博がイラストを手掛けている。

## 特徴
最大の特徴はスコープカード（ビースターナイトカード）をその他のカード（ビースターカード）の上に重ね合わせることで、スコープカード上の「ガオスコープ」に特殊印刷の絵柄が浮かび上がるギミックの存在である。
ほか、カード裏のプロフィール欄を利用したカードゲーム、カメラを通してカードと連動するアプリなど、蒐集以外の遊び要素も多数取り入れられている。
2022年4月に『超獣戯牙ガオロードGチョコ』としてリニューアル。2023年1月発売のGチョコ第3弾を最終弾としてシリーズ完結となった。

## ストーリー
星獣(ビースター)と呼ばれる強力なモンスター達が闊歩する世界『獣王界』。僅かに存在する人間たちは星獣を崇め敬い、その恩恵の下で暮らしていた。星獣と唯一対等な存在は、星獣と契約を結び共に心を通わせ戦う星獣士(ビースターナイト)だけであり、人類繁栄の望みをかけて未知の秘境を旅することができるのも彼らだけであった。
そんな中、最強を目指す少年グレイは特別な星獣が持つ「七神星」を集めることで復活すると噂される伝説の星獣への挑戦を夢想し、相棒の炎龍ゼロスと共に探索の日々を送っていた。

## 登場人物
黒炎のグレイ
青い髪に、紅い瞳、黒い甲冑を着ている。最強を目指す少年で、伝説の星獣を復活させて戦いを挑もうとしている。所持している魔剣アポカリプスの刀身には『STAR FIRE』と刻まれている。
蒼氷のランス
絶対正義を信条としている聖騎士。長く伸ばした金髪に蒼い瞳、白い甲冑を着ている。所持している聖槍テスタメントの刀身には『ICE MOON』と刻まれている。
深緑のマギア
緑の髪に、金色の瞳、紫の魔女帽子とローブを纏い、その下には半そで半ズボンを着ている。森で暮らしていたが、グレイの求めに応じて旅に出た。魔杖グリモワールを所持している。
白麗のロゼリア
ピンク髪と白い帽子、胸と足が露出したセクシーな服を着ている。いわゆるヒーラーで多くの人を癒して敬愛の念を集めている。『愛』を信条としている。ランスとは幼馴染でともに冒険に出た。聖杖ミスティックを所持している。
黒竜王ギルダーク
「王」の称号を持つ星獣の一体で、暗黒竜という二つ名を持つ。右手に巨大な槍を持つ。軟弱な人間を嫌い、力のみを崇拝している。

## 商品概要

### 第0弾
価格：各22円・税10%込/各20円・税抜
発売日：2021年3月22日
セット内容：カード、ウエハース×各1
商品サイズ：約H122×W76（mm）
種類：全5種

### 第1弾
価格：各132円・税10%込/各120円・税抜
発売日：2021年4月5日
セット内容：カード、ウエハース×各1
商品サイズ：約H122×W76（mm）
種類：全22種(+アナザーカード1種)
内訳は、スコープカード4種類、ホロカード4種類、シルバーカード5種類、ノーマルカード9種類。

### 第2弾
発売日：2021年8月9日
種類：全22種(+アナザーカード1種)
内訳は第一弾と同じく、スコープカード4種類、ホロカード4種類、シルバーカード5種類、ノーマルカード9種類。

## アプリ
『超獣戯牙ガオロード・ワールド』の名称で2021年2月18日にAndroid版、3月22日にiOS版の配信が開始された。企画・開発はカヤック。ダウンロード・プレイは基本無料。